# Az 1956. évi nyári olimpia magyarországi résztvevőinek listája
Az 1956. évi nyári olimpiai játékokon a magyar csapat tagjaként 111 sportoló vett részt, közülük 91 férfi és 20 nő. Az olimpia hivatalos műsorán szereplő húsz sportág közül tizenháromban indult magyarországi versenyző. A magyarországi résztvevők sportágankénti megoszlása a következő volt:
A következő táblázat ABC-rendben sorolja fel azokat a magyarországi sportolókat, akik az olimpián részt vettek.
| Ábécé szerinti tartalomjegyzék                                                                           |
| --- |
| A, Á B C Cs D Dz Dzs E, É F G Gy H I, Í J K L Ly M N Ny O, Ó Ö, Ő P Q R S Sz T Ty U, Ú Ü, Ű V W X Y Z Zs |

| Sportág, szakág | Helyezések száma | Helyezések száma | Helyezések száma | Helyezések száma | Helyezések száma | Helyezések száma | Olimpiai pont | Indulók száma | Indulók száma | Indulók száma |
| Sportág, szakág | 1.               | 2.               | 3.               | 4.               | 5.               | 6.               | Olimpiai pont | Férfi         | Nő            | Össz.         |
| --------------- | ---------------- | ---------------- | ---------------- | ---------------- | ---------------- | ---------------- | ------------- | ------------- | ------------- | ------------- |
| atlétika        | 0                | 2                | 0                | 2                | 2                | 1                | 21            | 17            | 2             | 19            |
| birkózás        | 0                | 1                | 1                | 2                | 2                | 0                | 19            | 8             | 0             | 8             |
| evezés          | 0                | 0                | 0                | 0                | 0                | 0                | 0             | 4             | 0             | 4             |
| kajak-kenu      | 1                | 3                | 3                | 1                | 0                | 0                | 37            | 12            | 1             | 13            |
| lovaglás        | 0                | 0                | 0                | 0                | 0                | 0                | 0             | 3             | 0             | 3             |
| ökölvívás       | 1                | 0                | 0                | 0                | 1                | 0                | 9             | 2             | 0             | 2             |
| öttusa          | 0                | 0                | 0                | 1                | 0                | 1                | 4             | 3             | 0             | 3             |
| sportlövészet   | 0                | 0                | 0                | 1                | 1                | 2                | 7             | 5             | 0             | 5             |
| torna           | 4                | 2                | 1                | 1                | 0                | 2                | 47            | 2             | 6             | 8             |
| úszás-műugrás   | 0                | 1                | 1                | 2                | 2                | 0                | 19            | 9             | 9             | 18            |
| vívás           | 2                | 1                | 1                | 0                | 3                | 0                | 29            | 16            | 2             | 18            |
| vízilabda       | 1                | 0                | 0                | 0                | 0                | 0                | 7             | 11            | 0             | 11            |
|                 |                  |                  |                  |                  |                  |                  |               |               |               |               |
| Összesen        | 9                | 10               | 7                | 10               | 11               | 6                | 199           | 91            | 20            | 111           |

## Á
| Áts Jenő | úszás | 400 gyorsúszás            | selejtező |
| Áts Jenő | úszás | 4 × 200 m gyorsúszó váltó | selejtező |
| Áts Jenő | úszás | 200 m pillangóúszás       | selejtező |

## B
| Balthazár Lajos    | vívás     | párbajtőr csapat       | Ezüst |
| Balthazár Lajos    | vívás     | párbajtőr egyéni       | 5.    |
| Baranya István     | birkózás  | kötött-fogás lepkesúly | 5.    |
| Benedek Gábor      | öttusa    | csapat                 | 4.    |
| Benedek Gábor      | öttusa    | egyéni                 | 6.    |
| Berzsenyi Barnabás | vívás     | párbajtőr csapat       | Ezüst |
| Bodó Andrea        | torna     | kéziszer csapat        | Arany |
| Bodó Andrea        | torna     | összetett csapat       | Ezüst |
| Bodó Andrea        | torna     | talaj                  | 30-   |
| Bodó Andrea        | torna     | lóugrás                | 13-   |
| Bodó Andrea        | torna     | felemás korlát         | 13.   |
| Bodó Andrea        | torna     | gerenda                | 16-   |
| Bodó Andrea        | torna     | összetett egyéni       | 14-   |
| Bódy János         | öttusa    | csapat                 | 4.    |
| Bódy János         | öttusa    | öttusa egyéni          | 10.   |
| Bolvári Antal      | vízilabda | csapat                 | Arany |
| Boros Ottó         | vízilabda | csapat                 | Arany |

## CS
| Csányi György  | atlétika | 4 × 100 m váltófutás      | selejtező |
| Csermák József | atlétika | kalapácsvetés             | 5.        |
| Csordás György | úszás    | 1500 m gyorsúszás         | selejtező |
| Csordás György | úszás    | 4 × 200 m gyorsúszó váltó | selejtező |

## D
| Dobay Gyula   | úszás     | 100 m gyorsúszás          | selejtező |
| Dobay Gyula   | úszás     | 4 × 200 m gyorsúszó váltó | selejtező |
| Dőry András   | ökölvívás | váltósúly                 | 5-        |
| Dömölky Lídia | vívás     | tőrvívás                  | selejtező |

## F
| Fábián László | kajak-kenu | kajak kettes-10 000 m | Arany     |
| Farkas Imre   | kajak-kenu | kenu kettes-10 000 m  | Bronz     |
| Földessy Ödön | atlétika   | távolugrás            | 21.       |
| Fülöp Mihály  | vívás      | tőrvívás csapat       | Bronz     |
| Fülöp Mihály  | vívás      | tőrvívás              | selejtező |

## G
| Galántai Bálint | birkózás | szabad fogás-könnyűsúly | felladta  |
| Gerevich Aladár | vívás    | kardvívás egyéni        | 5.        |
| Gerlach József  | műugrás  | toronyugrás             | 4.        |
| Gerlach József  | műugrás  | műugrás                 | 8.        |
| Goldoványi Béla | atlétika | 100 m síkfutás          | selejtező |
| Goldoványi Béla | atlétika | 200 m síkfutás          | selejtező |
| Goldoványi Béla | atlétika | 4 × 100 m síkfutó váltó | selejtező |
| Gurics György   | birkózás | kötött fogás-középsúly  | 5.        |

## Gy
| Gyarmati Dezső  | vízilabda | csapat                    | Arany     |
| Gyarmati Olga   | atlétika  | távolugrás                | 11.       |
| Gyenge Valéria  | úszás     | 100 m gyorsúszás          | selejtező |
| Gyenge Valéria  | úszás     | 400 m gyorsúszás          | 8.        |
| Gyenge Valéria  | úszás     | 4 × 100 m gyorsúszó váltó | 7.        |
| Gyuricza József | vívás     | tőrvívás egyéni           | 5.        |
| Gyuricza József | vívás     | tőrvívás csapat           | Bronz     |

## H
| Hámori Jenő      | vívás      | kardvívó csapat      | Arany |
| Hartmann Cecília | kajak-kenu | kajak egyes 500 m    | 4.    |
| Hatlaczky Ferenc | kajak-kenu | kajak egyes 10 000 m | Ezüst |
| Héder János      | torna      | összetett egyéni     | 44.   |
| Héder János      | torna      | talaj                | 49.   |
| Héder János      | torna      | lóugrás              | 39-   |
| Héder János      | torna      | korlát               | 33-   |
| Héder János      | torna      | ugrás                | 51.   |
| Héder János      | torna      | gyűrű                | 28-   |
| Héder János      | torna      | gerenda              | 38-   |
| Hernek István    | kajak-kenu | kenu egyes 10 000 m  | Ezüst |
| Hevesi István    | vízilabda  | csapat               | Arany |
| Hódos Imre       | birkózás   | kötött fogás-57 kg   | 4.    |
| Hunics József    | kajak-kenu | kenu kettes 10 000 m | Bronz |

## J
| Jakabfy Sándor    | atlétika  | 100 m síkfutás          | selejtező |
| Jakabfy Sándor    | atlétika  | 4 × 100 m síkfutó váltó | selejtező |
| Jeney László      | vízilabda | csapat                  | Arany     |
| Jeszenszky László | atlétika  | 3000 m gátfutás         | selejtező |

## K
| Kanizsa Tivadar          | vízilabda     | csapat                    | Arany            |
| Kárpáti György           | vízilabda     | csapat                    | Arany            |
| Kárpáti Rudolf           | vívás         | kardvívás-csapat          | Arany            |
| Kárpáti Rudolf           | vívás         | kardvívás egyéni          | Arany            |
| Kávay Zoltán             | evezés        | négypárevezős             | elődöntő         |
| Keleti Ágnes             | torna         | műszabadgyakorlat         | Arany            |
| Keleti Ágnes             | torna         | felemás korlát            | Arany            |
| Keleti Ágnes             | torna         | gerenda                   | Arany            |
| Keleti Ágnes             | torna         | kéziszer csapat           | Arany            |
| Keleti Ágnes             | torna         | összetett egyéni          | Ezüst            |
| Keleti Ágnes             | torna         | összetett csapat          | Ezüst            |
| Keleti Ágnes             | torna         | lóugrás                   | 23-              |
| Keresztes Attila         | vívás         | kardvívás csapat          | Arany            |
| Kertész Alíz             | torna         | felemás korlát            | 6. (holtverseny) |
| Kertész Alíz             | torna         | kéziszer csapat           | Arany            |
| Kertész Alíz             | torna         | összetett csapat          | Ezüst            |
| Kertész Alíz             | torna         | talaj                     | 34.              |
| Kertész Alíz             | torna         | lóugrás                   | 64.              |
| Kertész Alíz             | torna         | felemás korlát            | 23.              |
| Kertész Alíz             | torna         | összetett egyéni          | 61.              |
| Killermann Klára         | úszás         | 200 m mellúszás           | 5.               |
| Kiss Lajos               | kajak-kenu    | kajak egyes 10 000 m      | Bronz            |
| Klics Ferenc             | atlétika      | diszkoszvetés             | 7.               |
| Kocsis Miklós            | sportlövészet | futószarvaslövés          | 5.               |
| Korondi Margit           | torna         | kéziszer csapat           | Arany            |
| Korondi Margit           | torna         | összetett csapat          | Ezüst            |
| Korondi Margit           | torna         | talaj                     | 25-              |
| Korondi Margit           | torna         | lóugrás                   | 16-              |
| Korondi Margit           | torna         | felemás korlát            | 12.              |
| Korondi Margit           | torna         | gerenda                   | 7-               |
| Korondi Margit           | torna         | összetett egyéni          | 12.              |
| Kovács Csaba             | evezés        | négypárevezős             | elődöntő         |
| Kovács Gyula             | birkózás      | kötött fogás-félnehézsúly | feladta          |
| Kovács József            | atlétika      | 10 000 m síkfutás         | Ezüst            |
| Kovács(né) (Nyári) Magda | vívás         | tőrvívás egyéni           | selejtező        |
| Kovács Miklós            | sportlövészet | futóvadlövés              | 4.               |
| Kovács Pál               | vívás         | kardvívás csapat          | Arany            |
| Köteles Erzsébet         | torna         | kéziszer csapat           | Arany            |
| Köteles Erzsébet         | torna         | összetett csapat          | Ezüst            |
| Köteles Erzsébet         | torna         | talaj                     | 33.              |
| Köteles Erzsébet         | torna         | lóugrás                   | 40-              |
| Köteles Erzsébet         | torna         | felemás korlát            | 24-              |
| Köteles Erzsébet         | torna         | gerenda                   | 19.              |
| Köteles Erzsébet         | torna         | összetett egyéni          | 18.              |
| Krasznai Sándor          | atlétika      | gerelyhajítás             | 13.              |
| Krebs Sándor             | sportlövészet | kisöbű sportpuska-fekvő   | 6.               |
| Krebs Sándor             | sportlövészet | sportpuska 300 m          | 9.               |
| Krebs Sándor             | sportlövészet | kisöbű puska 50 m         | 10.              |
| Kun Szilárd              | sportlövészet | önműködő sportpisztoly    | 6.               |

## L
| Littomeritzky Mária | úszás | 100 m pillangóúszás       | 4. |
| Littomeritzky Mária | úszás | 4 × 100 m gyorsúszó váltó | 7. |

## M
| Magay Dániel     | vívás      | kardvívás csapat      | Arany     |
| Magyar László    | úszás      | 200 m hátúszás        | selejtező |
| Markovits Kálmán | vízilabda  | csapat                | Arany     |
| Marosi József    | vívás      | tőrvívás csapat       | Bronz     |
| Marosi József    | vívás      | párbajtőrvívás csapat | Ezüst     |
| Mayer Mihály     | vízilabda  | csapat                | Arany     |
| Mohácsi Ferenc   | kajak-kenu | kenu kettes 1000 m    | Bronz     |
| Moldrich Antal   | öttusa     | csapat                | 4.        |
| Moldrich Antal   | öttusa     | öttusa egyéni         | 21.       |

## N
| Nagy Ambrus | vívás | párbajtőr csapat | Ezüst |

## Ö, Ő
| Ördögh Zsuzsa | úszás | 100 m gyorsúszás | selejtező |

## P
| Pajor Éva   | úszás      | 100 m hátúszás      | középdöntő |
| Papp László | ökölvívás  | 71 kg               | Arany      |
| Parti János | kajak-kenu | kenu egyes 10 000 m | Ezüst      |
| Polyák Imre | birkózás   | 62 kg               | Ezüst      |

## R
| Rerrich Béla       | vívás    | párbajtőr csapat    | Ezüst     |
| Rerrich Béla       | vívás    | kardvívás egyéni    | selejtező |
| Riheczky Rezső     | evezés   | négypárevezős       | elődöntő  |
| Róka Antal         | atlétika | 50 km gyaloglás     | 5.        |
| Rózsavölgyi István | atlétika | 1500 m síkfutás     | selejtező |
| Rozsnyói Sándor    | atlétika | 3000 m akadályfutás | Ezüst     |

## S
| Sákovics József  | vívás    | tőrvívás csapat  | Bronz      |
| Sákovics József  | vívás    | párbajtőr csapat | Ezüst      |
| Sákovics József  | vívás    | kardvívás egyéni | selejtező  |
| Siák Ferenc      | műugrás  | műugrás          | 13.        |
| Siák Ferenc      | műugrás  | toronyugrás      | 7.         |
| Somlay Lajos     | lovaglás | díjugratás       | nincs adat |
| id. Somodi Lajos | vívás    | tőrvívás csapat  | Bronz      |
| id. Somodi Lajos | vívás    | tőrvívás egyéni  | selejtező  |
| Somogyi János    | atlétika | 50 km gyaloglás  | feladta    |

## Sz
| Szabó Miklós     | atlétika   | 5000 m síkfutás           | 4.          |
| Szatola Albert   | lovaglás   | díjugratás                | nincs adat  |
| Székely Éva      | úszás      | 200 m mellúszás           | Ezüst       |
| Székely Ripszima | úszás      | 400 m gyorsúszás          | 5.          |
| Szentgáli Lajos  | atlétika   | 800 m síkfutás            | selejtező   |
| Szigeti Zoltán   | kajak-kenu | kajak kettes 1000 m       | selejtező   |
| Szilvásy Miklós  | birkózás   | kötött fogás-váltósúly    | feladta     |
| Szívós István    | vízilabda  | csapat                    | Arany       |
| Szívós István    | úszás      | 200 m hátúszás            | selejtező   |
| Szondy István    | lovaglás   | díjugratás                | helyezetlen |
| Szőke Katalin    | úszás      | 100 m gyorsúszás          | elődöntő    |
| Szőke Katalin    | úszás      | 4 × 100 m gyorsúszó váltó | 7.          |

## T
| Tábori László | atlétika      | 1500 m síkfutás           | 4.        |
| Tábori László | atlétika      | 5000 m sikfutás           | 6.        |
| Takács Attila | torna         | összetett egyéni          | 24.       |
| Takács Attila | torna         | talaj                     | 23-       |
| Takács Attila | torna         | lóugrás                   | 11-       |
| Takács Attila | torna         | korlát                    | 21-       |
| Takács Attila | torna         | ugrás                     | 44-       |
| Takács Attila | torna         | gyűrű                     | 23-       |
| Takács Attila | torna         | lóugrás hossz.            | 22-       |
| Takács Károly | sportlövészet | pisztoly                  | 8.        |
| Tass Olga     | torna         | kéziszer csapat           | Arany     |
| Tass Olga     | torna         | összetett csapat          | Ezüst     |
| Tass Olga     | torna         | lóugrás                   | Bronz     |
| Tass Olga     | torna         | összetett egyéni          | 4.        |
| Tass Olga     | torna         | felemás korlát            | 6.        |
| Tass Olga     | torna         | talaj                     | 7.        |
| Tass Olga     | torna         | gerenda                   | 7-        |
| Temes Judit   | úszás         | 4 × 100 m gyorsúszó váltó | 7.        |
| Temes Judit   | úszás         | 100 m hátúszás            | selejtező |
| Tilli Endre   | vívás         | tőrvívás csapat           | Bronz     |
| Tóth Gyula    | birkózás      | kötött fogás könnyüsúly   | Bronz     |
| Tóth Gyula    | birkózás      | szabad fogás könnyűsúly   | 4.        |
| Tumpek György | úszás         | 200 m pillangóúszás       | Bronz     |

## U
| Urányi János | kajak-kenu | kajak kettes 10 000 m | Arany |

## Ü
| Ütő Géza | evezés | négypárevezős | elődöntő |

## V
| Vágyóczky Imre | kajak-kenu | kajak kettes 1000 m     | selejtező |
| Varasdi Géza   | atlétika   | 100 m síkfutás          | selejtező |
| Varasdi Géza   | atlétika   | 4 × 100 m síkfutó váltó | selejtező |
| Vígh Erzsébet  | atlétika   | gerelyvetés             | 7.        |

## W
| Wieland Károly | kajak-kenu | kenu kettes 10 000 m | Bronz |

## Z
| Záborszky Sándor | úszás     | 1500 m gyorsúszás         | elődöntő  |
| Záborszky Sándor | úszás     | 4 × 200 m gyorsúszó váltó | selejtező |
| Zádor Ervin      | vízilabda | csapat                    | Arany     |

## Versenyzők

### Atlétika
Iharos Sándor, Jeszenszky László, Kovács József, Rozsnyói Sándor, Rózsavölgyi István, Szentgáli Lajos, Szabó Miklós, Tábori László, Csányi György, Goldoványi Béla, Varasdi Géza, Kiss László, Jakabffy Sándor, Csernák József, Kilcs Ferenc, Róka Antal, Vigh Erzsébet és Gyarmati Olga.

### Birkózás
Baranya István, Polyák Imre, Tóth Gyula, Szilvási Miklós, Gurics György, Kovács Gyula, Hódos Imre és Galántai Bálint.

### Evezés
Ütő Géza, Kávai Zoltán, Riheczki Rezső, és Kovács Csaba

### Kajak-kenu
Hatlaczky Ferenc, Kiss Lajos, Urányi János, Fábián László, Szigeti Zoltán, Vagyóczki Imre, Parti János, Hernek István, Farkas József, Hunics József, Wieland Károly, Mohácsi Ferenc és Berkes Gyuláné

### Lövészet
Kovács Miklós, Kocsis Miklós, Takács Károly, Kun Szilárd, Krebsz Sándor

### Ökölvívás
Dőry András, Papp László

### Öttusa
Benedek Gábor, Meldrich Antal, Ferdinándi Géza és Jódi János

### Torna
Takács Attila, Héder János, Keleti Ágnes, Korondi Margit, Tass Olga, Kertész Alíz, Bodó Andrea, Gulyás Károlyné és Nagy Márta, vagy Bánhegyi Lászlóné

### Úszás
Záborszky Sándor, Csordás György, Magyar László, Tumpek György, Áts Jenő, Gyenge Valéria, Szőke Katalin, Ördögh Zsuzsa, Székely Ripszima, Székely Éva, Littomeritzky Mária, Pajor Éva és Killermann Klára. Továbbá Temes Judit, Boros Kató és Takács Kató közül egy versenyző

### Vívás
Gyuricza József, Fülöp Mihály, Marcsi József, Tilly Endre, Somodi Lajos (törvívás) Renich Béla, Sákovics József, Balthazár Lajos, Berzsenyi Barnabás, és Nagy Ambrus (párbajtőr), Gerevich Aladár, Kárpáti Rudolf, Kovács Pál, Magay Dániel, Keresztes Attila és Hámori Jenő (kard) Kovácsné Nyári Magda és Dömölky Lídia (női tőr)

### Vízilabda
Jeney László, Boros Ottó, Gyarmati Dezső, Bolvári Antal, Zádor Ervin, Markovits Kálmán, Kárpáti György, Kanizsa Tivadar, Mayer Mihály, Hevesi István, Szívós István és Martin Miklós

## A magyar olimpiai csapat vezetői

### Általános vezetők
Hegyi Gyula, az OTSB elnöke
Kelen Béla, Sebes Gusztáv, az OTSB elnökhelyettesei
Kutas István, az OTSB Sportoktatási Hivatalának vezetője.

### Sportágak vezetői
Atlétika: Ungur Imre
Birkózás, ökölvívás: Tóth Dezső
Evezés, kajak-kenu: Bonn Ottó
Öttusa, sportlövészet: Nádori László
Torna: Szegő Dezső
Úszás: Tarródi Zoltán
Vívás: Babrián József

### Versenybírók
Birkózás: Incze József
Torna: Sárkány István, Kovács Zoltánné, Dányi Gyuláné
Vívás: Bay Béla

### Edzők
Atlétika: Sir József, Iglói Mihály, Bácsalmási Péter
Birkózás: Matura Mihály, Ferencz Károly
Evezés: dr. Török Zoltán
Kajak-kenu: Szabó Sándor, Szabó Ferenc, Füzesséry Gyula
Lövészet: Faragó István
Ökölvívás: Adler Zsigmond
Öttusa: Benedek Ferenc
Torna: Aradi Gyula
Úszás: Sárosi Imre, a további két edzőt később jelölik ki
Vívás: Jekkelfalussy György, Hatz József, Vass Imre
Vízilabda: Rajki Béla

### A nemzetközi szövetségek meghívására utaznak
- Dr. Mező Ferenc, a Nemzetközi Olimpiai Bizottság magyar tagja
- Dr. Hepp Ferenc (kosárlabda)
- Kovács Károly (ökölvívás)
- Herpich Rezsőné (torna)